# Kalušići
Kalušići este un sat din comuna Pljevlja, Muntenegru. Conform datelor de la recensământul din 2003, localitatea are 193 de locuitori (la recensământul din 1991 erau 201 locuitori).

## Demografie
În satul Kalušići locuiesc 141 de persoane adulte, iar vârsta medie a populației este de 37,5 de ani (35,6 la bărbați și 39,2 la femei). În localitate sunt 56 de gospodării, iar numărul mediu de membri în gospodărie este de 3,45.
Această localitate este populată majoritar de sârbi (conform recensământului din 2003).
|  |

| Demografie | Demografie | Demografie |
| An         | Locuitori  | Locuitori  |
| ---------- | ---------- | ---------- |
|            |            |            |
|            |            |            |
|            |            |            |
|            |            |            |
| 1948       | 259        |            |
| 1953       | 198        |            |
| 1961       | 289        |            |
| 1971       | 205        |            |
| 1981       | 256        |            |
| 1991       | 201        | 201        |
| 2003       | 194        | 193        |

| \| Componența etnică conform recensământului din 2003[2] \| Componența etnică conform recensământului din 2003[2] \| Componența etnică conform recensământului din 2003[2] \| Componența etnică conform recensământului din 2003[2] \| Componența etnică conform recensământului din 2003[2] \| \| ----------------------------------------------------- \| ----------------------------------------------------- \| ----------------------------------------------------- \| ----------------------------------------------------- \| ----------------------------------------------------- \| \| \| \| \| \| \| \| Sârbi \| Sârbi \| \| 145 \| 75,12% \| \| Muntenegreni \| Muntenegreni \| \| 23 \| 11,91% \| \| necunoscută \| necunoscută \| \| 0 \| 0% \| |              |  |     |        |
| Componența etnică conform recensământului din 2003 |              |  |     |        |
| |              |  |     |        |
| Sârbi | Sârbi        |  | 145 | 75,12% |
| Muntenegreni | Muntenegreni |  | 23  | 11,91% |
| necunoscută | necunoscută  |  | 0   | 0%     |